# SARS-CoV
SARS-CoV (auch als SARS-CoV-1, englisch Severe acute respiratory syndrome coronavirus) ist ein Virus aus der Familie der Coronaviridae. Eine Infektion mit SARS-CoV kann beim Menschen das Schwere akute Atemwegssyndrom (SARS) verursachen; am 16. April 2003 gab die WHO bekannt, dass SARS-CoV eine Pandemie ausgelöst hat (siehe SARS-Pandemie 2002/2003). Das Genom ist über 29,7 kbp groß und damit eines der umfangreichsten unter den RNA-Viren.
Die als Name verwendete Abkürzung „SARS-CoV“ wurde aus der englische Wortgruppe „severe acute respiratory syndrome coronavirus“ abgeleitet. Das SARS-CoV wird heute mit seinen Subtypen als eine Klade der Spezies (Art) Betacoronavirus pandemicum (seit 30. April 2024, früher Severe acute respiratory syndrome-related coronavirus) verstanden. Dies ist eine Art in der Familie Coronaviridae (Coronaviren im weiteren Sinn), zu der weitere Viren bzw. Kladen gehören, insbesondere SARS-CoV-2. Der alternative Ausdruck SARS-CoV-1 wird vor allem deshalb anstelle von SARS-CoV verwendet, um das Virus besser von jenem anderen Virus zu unterscheiden, welches SARS-CoV-2 genannt wurde (und zur COVID-19-Pandemie geführt hat). Der Oberbegriff ist die Artbezeichnung Betacoronavirus pandemicum, für deren frühere Bezeichnung gelegentlich auch die (inoffizielle) Abkürzung SARSr-CoV zu finden ist (mit ‚r‘ für englisch related ‚verwandt‘).
Einzelne Isolate bzw. Subtypen der SARS-CoV-Klade werden beispielsweise als „Tor2“ oder „PC4-227“ bezeichnet; wobei empfohlen wird, das jeweilige Virus im Zweifelsfall durch zusätzliche Angaben genauer zu benennen. In neueren Publikationen (2020) wurden die jeweiligen Virusisolate bspw. durch „SARS-CoV-1 Tor2 (AY274119.3)“ oder durch „SARS-CoV_PC4-227, AY613950.1“ genauer spezifiziert, wobei hier zusätzlich die jeweilige GenBank-Zugriffsnummer zu einer DNA-Sequenz des jeweiligen Virus-Genoms angegeben wurden.

## Einordnung und Benennung
Verschiedene Namen für das SARS-verursachende Virus („SARS-Coronavirus“, „SCV“), bezogen sich bis 2009 zugleich auf die gesamte taxonomische Spezies (damals noch „Severe acute respiratory syndrome coronavirus“ genannt), der dieses Virus angehörte.
Es wurden Stämme der Coronaviridae-Familie in anderen Säugetieren als dem Menschen gefunden, z. B. in Fledermäusen, die dem SARS-verursachendem Virus beim Menschen ähneln. Ab 2009 war die offizielle Bezeichnung der Spezies Severe acute respiratory syndrome-related coronavirus. Am 30. April 2024 wurde auch für die Arten der Familie Coronaviridae die binäre Nomenklatur eingeführt (Gattungsname plus Art-Epitheton), seitdem lautet die offizielle Bezeichnung der Spezies Betacoronavirus pandemicum (Pandemie-auslösendes Betacoronavirus, siehe dort für weitere Infos). Die Art beherbergt neben dem SARS-verursachenden Virus noch eine Reihe weiterer verwandter Viren, die aber kein SARS beim Menschen auslösen. In der folgenden Zeit wurden weitere Vertreter entdeckt, ohne dass dies die Unterscheidung von SARS-verursachenden Viren und anderen Viren innerhalb dieser Spezies grundlegend erschwert hätte.
Ein weiteres Virus, das zunächst provisorisch als 2019-nCoV bezeichnet wurde, eng mit SARS-CoV verwandt ist und zur gleichen Spezies gehört, wurde Anfang 2020 als SARS-CoV-2 bezeichnet. Die Verwandtschaft zwischen SARS-CoV und SARS-CoV-2, dem zweiten Pandemie-verursachenden Virus in dieser Spezies, wird vor allem durch Genomanalysen kenntlich.
In der gegenwärtig gültigen Liste für die Einordnung und Benennung von Viren, die durch das ICNV herausgegeben wurde, ist „SARS-CoV“ eine Kurzbezeichnung, die z. B. für zwei Virus-Isolate (bzw. Subtypen) verwendet wird: „Tor2“ und „PC4-227“; der Ausdruck „SARS-CoV-1“ taucht dort nicht auf.
Zusammen mit dem Vorschlag, das 2019 als Erreger einer Krankheit (COVID-19) neu in Erscheinung getretene Coronavirus „SARS-CoV-2“ zu nennen, kam auch die Idee auf, das lange vorher in Erscheinung getretene Coronavirus besser als „SARS-CoV-1“ (statt „SARS-CoV“) zu bezeichnen, um die Viren besser unterscheiden zu können; frühe Beispiele stammen aus Februar 2020.
Wenn wie hier eine Virusspezies eine Vielzahl von Viren (Stämmen), Subtypen und Isolaten enthält, dann ist deren Systematik und Einteilung eine schwierige Frage. Die offizielle Virus-Taxonomie des ICTV sieht keine Ränge unterhalb von „species“ vor (insbesondere auch keine „subspecies“).
Zwei solcher Gruppen (Kladen) der Spezies Betacoronavirus pandemicum sind zum einen die Varianten der SARS-Erreger und zum anderen die Varianten der COVID-19-Erreger. Beide Gruppen weisen jeweils mehrere verschiedene Isolate auf (bspw. „BJ-01“ bis „BJ-04“ bei „SARS-CoV“), die alle derselben Spezies angehören. Die Arbeitsgruppe vom Internationalen Komitee für die Taxonomie der Viren, welche für die Coronaviridae zuständig ist („Coronaviridae Study Group of the International Committee on Taxonomy of Viruses“), bezeichnete die beiden Viren, „SARS-CoV“ (jenes Virus, das die Krankheit SARS hervorrufen kann) und „SARS-CoV-2“ (jenes Virus, das die Krankheit COVID-19 hervorrufen kann) als Kladen zugeordnete Viren, als „Schwesterkladen“ („sister clades“) innerhalb derselben Spezies („species“), Severe acute respiratory syndrome-related coronavirus (jetzt Betacoronavirus pandemicum). Die Arbeitsgruppe gab die Empfehlung, künftig nicht nur die grundsätzliche Virus-Bezeichnung (also z. B. „SARS-CoV“ oder „SARS-CoV-2“) innerhalb von Publikationen anzugeben, sondern weitere Angaben hinsichtlich des jeweiligen Isolates bzw. Stammes zu machen (z. B. in dem auch bei Influenzaviren gebräuchlichen Format Virus/Wirt/Ort/Isolat/Datum; ggf. Zugriffsnummer zur Genomsequenz).
Bei vergleichenden Untersuchungen ist es praktikabel, sowohl die Gruppe von Krankheitserregern, als auch das konkret verwendete Isolat anzugeben; bei van Doremalen et al. (2020) wurden z. B. sowohl Ausdrücke für die beiden Gruppen („SARS-CoV-2“ und „SARS-CoV-1“), als auch konkrete Stammbezeichnungen („nCoV-WA1-2020“ und „Tor2“) sowie Zugriffsnummern für die jeweiligen Genomsequenzen („MN985325.1“ und „AY274119.3“) angegeben.
In Publikationen werden die Kurzformen SARS-CoV, SARS-CoV-1 und SARS-CoV-2 zumeist als Namen verwendet, während die ausgeschriebenen Formen zumeist als Erklärungen für diese Namen zu finden sind. Bei Verwendung des Ausdrucks „SARS-CoV-1“ als Namen wurden unterschiedliche ausgeschriebene Formen zur Erklärung des Namens verwendet, solche mit Einbeziehung der Ziffer (die ersten beiden Beispiele) und solche ohne Einbeziehung der Ziffer (die letzten beiden Beispiele):
- „… data from severe acute respiratory syndrome coronavirus 1 (SARS-CoV-1), the virus responsible …“,[20]
- „… by its sister coronaviruses such as severe acute respiratory syndrome coronavirus-1 (SARS-COV-1) and …“,[21]
- „… candidates for severe acute respiratory syndrome (SARS-CoV-1) and provided a brief overview of …“,[22]
- „… Analysis of the first severe acute respiratory syndrome coronavirus (SARS-CoV-1) outcomes in 2003, and …“.[23]

## Struktur

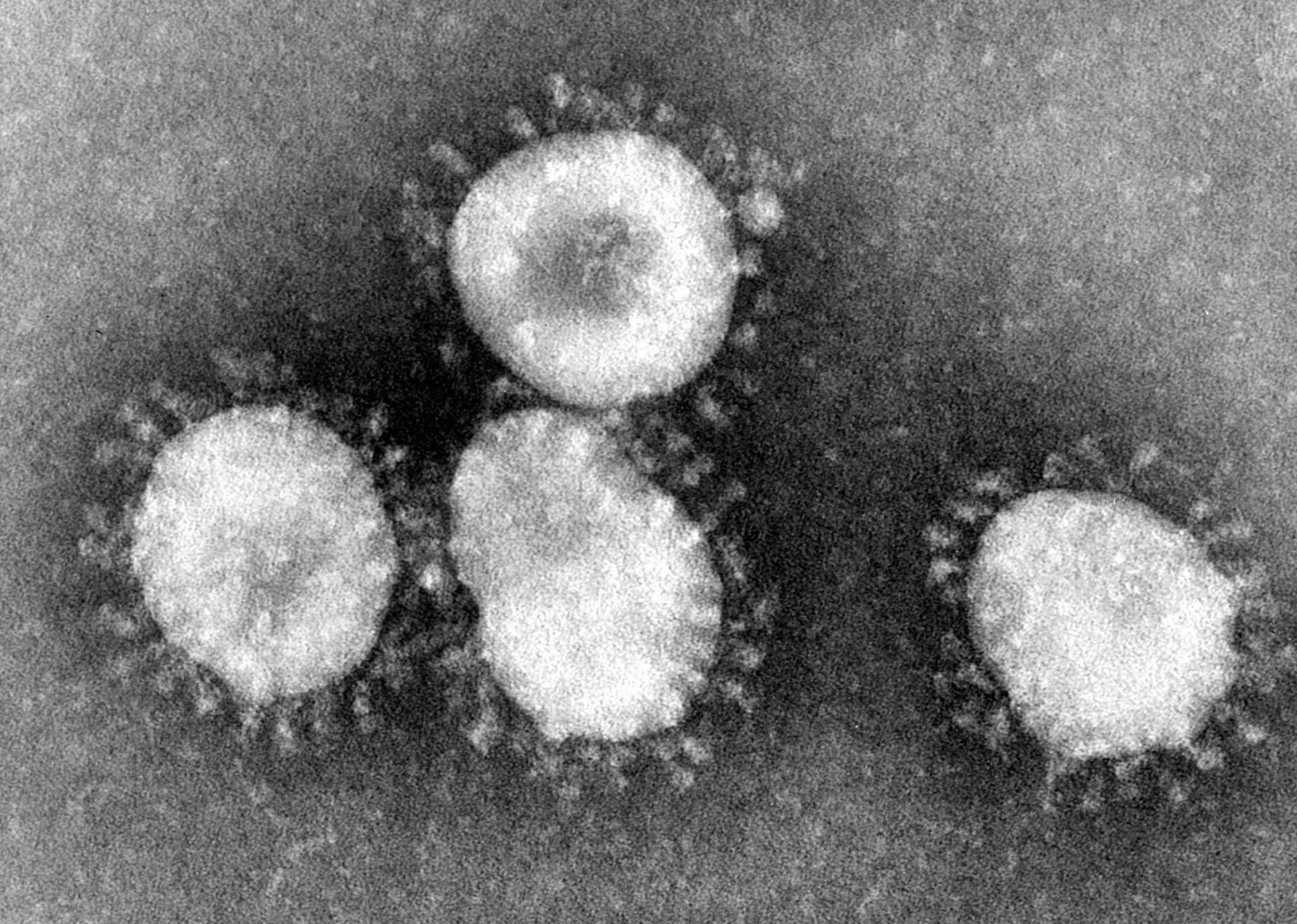
Darstellung eines verwandten Virus aus der Familie Coronaviridae ohne Maßstab

Das SARS-Coronavirus besitzt ein für die Virusfamilie typisches Genom und eine typische Struktur. Die Erbinformation ist in einem 29.751 Nukleotide langen einzelsträngigen RNA-Genom gespeichert. Wie andere Coronaviren ist das Virion von SARS-CoV kugelförmig mit einem Durchmesser von rund 125 nm. Das Virus verfügt über vier Strukturproteine, Spike (S), Membrane (M), envelope (E) und nucleocapsid (N).

## Herkunft
Aufgrund genetischer Untersuchungen von Betacoronaviren in Fledermäusen in Südostasien wurde eine evolutionäre Entwicklung des Virus bei der Übertragung über mehrere Wirte, von Fledermäusen bis hin zum Menschen, postuliert, die von einem Vorläufer des SARS-CoV bis zum humanpathogenen SARS-CoV reichen würde. Verschiedene Coronavirus-Isolate bei mehreren Fledermausarten und bei Larvenrollern wurden zusammen mit dem menschlichen SARS-CoV auf einen gemeinsamen Vorfahren zurückgeführt. Bei einer genaueren Analyse zu den Ursprüngen des SARS-CoV durch Xu et al. (2014) wurde von den untersuchten Coronavirus-Stämmen bei Fledermäusen der Stamm Bt-SLCoV Rp3 als derjenige bestimmt, der dem SARS-Virus am nächsten stehen würde; der Stamm Bt-SLCoV Rp3 infiziert die Chinesische Hufeisennase (Rhinolophus sinicus).  Als Larvenroller-infizierende Isolate wurden SARS-CoV SZ3 und SZ16 identifiziert.
Im Jahr 2017 hatten Hu und Kollegen verschiedene Spezies von Fledermäusen aus einer Höhle in der chinesischen Provinz Yunnan untersucht. Sie wurden fündig in Hufeisennasen (Rhinolophidae) der Spezies R. sinicus, R. ferrumequinum, R. affinis und in Rundblattnasen (Hipposideridae) der Spezies Aselliscus stoliczkanus. Die Ergebnisse legten nahe, dass der bis dato dem SARS-CoV am nächsten stehende Vorläufer, das WIV16, eine Rekombinante aus drei Viren der Spezies SARS-assoziiertes Coronavirus (SARSr-CoV) ist (siehe Reassortment), die in Fledermäusen dieser Höhle vorkommen (WIV1, Rs4231 und Rs4081). Es kann daher davon ausgegangen werden, dass auch bei Coronaviren eine Rekombination des Genoms zwischen verschiedenen Viren möglich ist, obwohl dieses unsegmentiert (monopartit) ist, d. h. aus einem einzigen Nukleinsäurestrang (hier ssRNA) besteht – im Gegensatz etwa zu Influenzaviren, deren Genom aus 8 Teilen besteht.

## Übertragung
Die menschliche Krankheit SARS wird vor allem durch Aerosole in der Atemluft und Tröpfchen übertragen; das ist vor allem während der SARS-Pandemie 2002/2003 festgestellt worden. Bei der Übertragung von Mensch zu Mensch nutzt das SARS-verursachende Virus, SARS-CoV-1, ein virales Oberflächenprotein (Spike-Protein), das an ein anderes Protein (ACE2-Rezeptor) auf der Oberfläche der jeweiligen menschlichen Wirtszelle bindet.
Es gibt Hinweise, dass SARS einen zoonotischen Ursprung hat; z. B. traten die meisten Fälle in frühen Phasen der Epidemie der chinesischen Provinz Guangdong bei Lebensmittelhändlern auf, bei Personen, die Tiere schlachteten und mit lebenden Tieren und Fleisch Handel trieben sowie bei Personen, die Lebensmittel zubereiteten und servierten. Auf welche Weise genau diese anfängliche Übertragung eines entsprechenden Virus vom Tier zum Menschen ablief, ist kaum bekannt.
Die beiden in mancher Hinsicht ähnlichen Viren, SARS-CoV-1 und SARS-CoV-2, sind hinsichtlich der Übertragung verglichen worden. Während SARS-CoV-1 vorrangig die unteren Atemwege befällt, also die Lunge, kann SARS-CoV-2 sowohl die oberen als auch die unteren Atemwege befallen; SARS-CoV-2 kann sich bspw. unabhängig von der Lunge im Rachen vermehren. Diese unterschiedlich stark ausgeprägte Bevorzugung von verschiedenen Geweben durch SARS-CoV-1 und SARS-CoV-2 dürfte auch die Unterschiede bei der Übertragung auf Kontaktpersonen mit sich bringen.
Beim Covid-19-Erreger SARS-CoV-2 kann die effektive Vermehrung der Viruspartikel im Rachen dazu führen, dass Personen ohne Krankheitsanzeichen die Infektion weitergeben. Beim SARS-Erreger SARS-CoV ist die effektive Vermehrung vermutlich auf die Lunge begrenzt; die Weitergabe der Infektion begann bei der SARS-Pandemie häufig erst dann, wenn bei einem Überträger bereits Symptome der Krankheit vorhanden waren. Dadurch konnte eine Infektion möglicherweise unmittelbarer erkannt werden, anders als bei SARS-CoV-2.
Eine Hypothese dazu, wie sich der erweiterte Tropismus (hin zum Rachen) von SARS-CoV-2 gegenüber SARS-CoV-1 erklären lassen könnte, bezieht sich darauf, dass im Spike-Protein von SARS-CoV-2 eine spezielle Spaltstelle vorhanden ist (polybasische Furin-Typ-Spaltstelle an der S1–S2-Verbindung), die es beim Spike-Protein von SARS-CoV-1 nicht gibt. Es wurde gezeigt, dass es durch das Einfügen einer ähnlichen Spaltstelle in das Spike-Protein von SARS-CoV-1 (also durch Insertion einer polybasischen Spaltstelle in die S1–S2-Region) zu einer moderaten, aber erkennbaren Erhöhung der Fusionsaktivität kommt; das könnte zu einem verstärkten Eintritt von Viren in das jeweilige Gewebe führen, gerade bei geringer Expressionsdichte von ACE2.
Studien im Gefolge der SARS-Pandemie ergaben, dass die meisten infizierten Personen relativ wenige Kontakte infizierten, während es durch manche Personen zu einem Superspreading kam. In einer Studie zu einem Flug mit 112 Passagieren wurden 16 Erkrankungen dokumentiert, welche infolge eines bereits erkrankten Passagiers entstanden. Dabei wurde eine Häufung der Ansteckungen bis zu 3 Reihen vor dem Indexpatienten, in einem Abstand bis zu 2,30 m, festgestellt.

## Umweltstabilität
Unter Laborbedingungen konnte hinsichtlich der Tenazität nachgewiesen werden, dass verdünntes Sputum und verdünnter Stuhl mindestens 72 Stunden lang eine niedrige Infektiosität aufweisen. Auf Flächen unterschiedlicher Materialien konnte eine Infektionsfähigkeit des Virus nach rund 72 bis 96 Stunden nachgewiesen werden. Die Infektiosität nimmt bei Raumtemperatur nach rund zwei Stunden ab. Das Virus wird durch Erhitzen über 75 °C für 30 Minuten (alternativ: über 67 °C für 60 Minuten oder über 56 °C für 90 Minuten) sowie durch 60-minütige UV-Strahlung (Wellenlänge: 260 nm, Intensität: 90 µW/cm², Gesamtdosis: 324 mWs/cm²) vollständig inaktiviert. SARS-CoV wird in Abwesenheit von anderen Proteinen bei 56 °C innerhalb von 30 Minuten mit einer Keimzahlreduktion auf das 10−5-fache inaktiviert werden. In Anwesenheit von höheren Proteinkonzentrationen erfolgt eine Keimzahlreduktion auf das 10−5-fache bei 60 °C innerhalb von 30 Minuten. SARS-CoV ist als behülltes Virus empfindlich gegen alkoholische Desinfektionsmittel mit einer Keimzahlreduktion auf das 10−2,78-fache nach 30 Sekunden. Eine Inaktivierung in verdünnter Essigsäure (Weinessig) erfolgt mit einer Keimzahlreduktion auf das 10−3-fache nach 60 Sekunden. Aldehyd-basierte Desinfektionsmittel (mit Formaldehyd oder Glutaraldehyd) führen zu einer Inaktivierung mit einer Keimzahlreduktion auf das 10−3-fache nach 120 Sekunden. Mit Glucoprotaminlösungen erfolgt eine Inaktivierung mit einer Keimzahlreduktion auf das 10−1,68-fache nach 120 Sekunden.

## Immunologie und Impfstoffforschung
Bei einem Virusstamm aus der chinesischen Provinz Guangdong konnte das Auftreten infektionsverstärkender Antikörper nachgewiesen werden, welche mit dem ACE2-Rezeptor interagieren. Bei drei genesenen Patienten der SARS-Pandemie konnte noch neun bis elf Jahre nach ihrer Infektion eine Immunantwort mittels T-Gedächtniszellen und zytotoxischer T-Zellen nachgewiesen werden. Diese waren gegen die Strukturproteine M und N gerichtet. Eine Kreuzreaktivität gegen das strukturverwandte MERS-CoV konnte nicht nachgewiesen werden.
Im Jahr 2010 wurde im Tierversuch an Mäusen und Goldhamstern ein Impfstoff aus inaktiviertem SARS-CoV getestet. Es ließ sich eine begrenzte Immunität der Tiere nachweisen, die jedoch rasch abnahm. Die Mauspopulation verfügte nach achtzehn Wochen über keine Immunität mehr. Bei den Hamstern zeigte sich eine begrenzte Immunität noch achtzehn Wochen nach der zweiten Impfdosis. Im Jahr 2012 wurde eine Studie veröffentlicht, welche neben inaktiviertem SARS-CoV auch Impfstoffe bestehend aus Teilkomponenten an einem Mausmodell testete. Alle Impfstoffe lösten bei den Versuchstieren die Bildung neutralisierender Antikörper aus. Alle Versuchstiere zeigten jedoch nach Exposition mit dem SARS-Virus eine Autoimmunreaktion der Lungen, welche von den Forschern auf eine durch die Impfung hervorgerufene, überschießende Immunreaktion auf das Virus zurückgeführt wurde.

## Wirtsspektrum

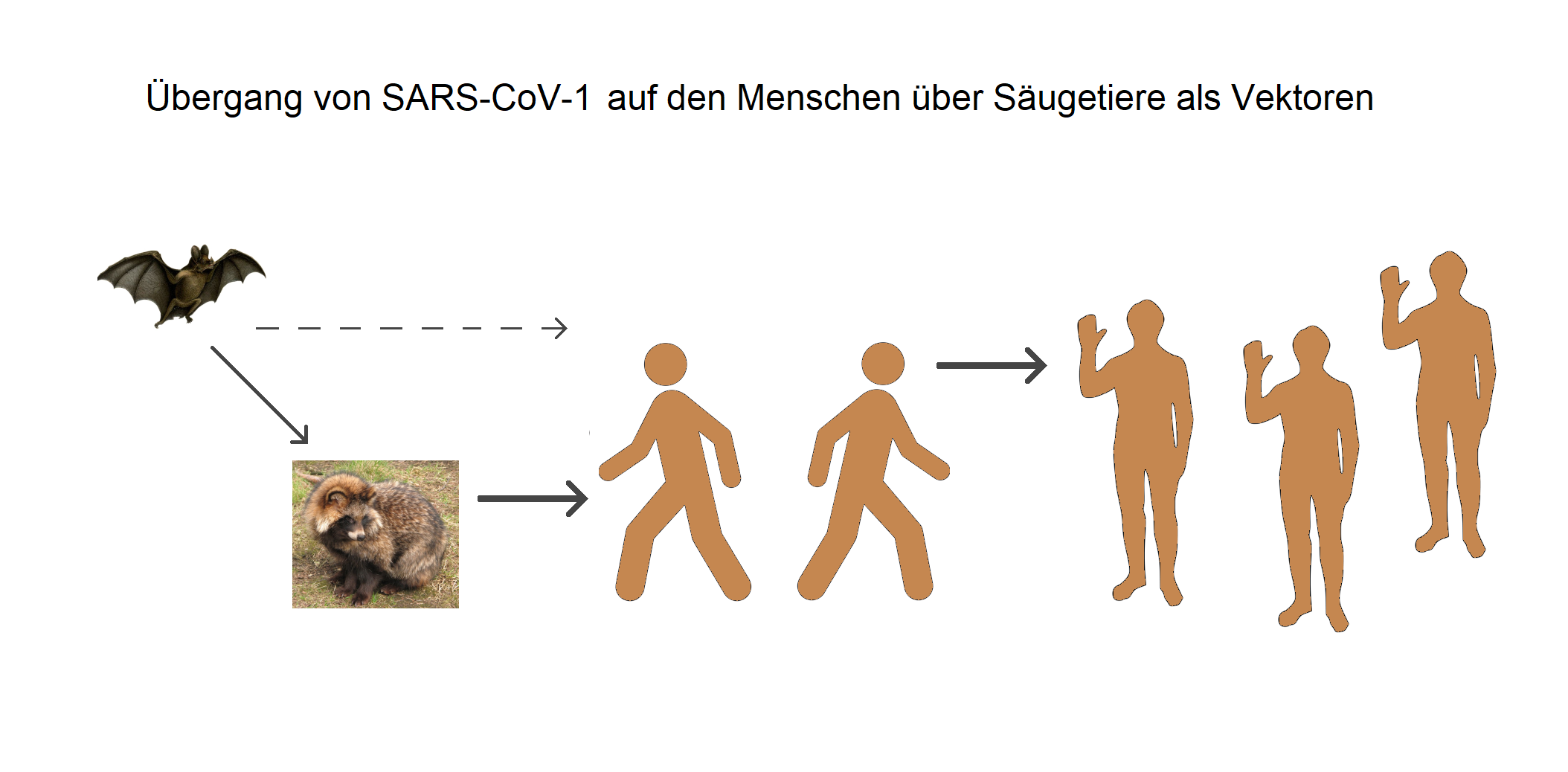

Da der ACE2-Rezeptor bei Katzenartigen und Menschen sehr ähnlich ist, ist es dem Virus auch möglich, außer Larvenrollern auch Hauskatzen und Frettchen zu infizieren. Der Übergang von Fledermäusen auf den Menschen erfolgte wahrscheinlich über den Marderhund als Überträger.

## Forschungsgeschichte
Ende März 2003 wurde SARS-CoV erstmals im Rahmen der Forschung zur SARS-Pandemie, in mehreren Labors in verschiedenen Ländern, isoliert. Mitte Mai erfolgte per Tierexperiment der endgültige Beweis, dass SARS-CoV die Erkrankung auslöst.

## Meldepflicht
In der Schweiz ist der positive und negative laboranalytische Befund zu einem SARS-Erreger für Laboratorien meldepflichtig und zwar nach dem Epidemiengesetz (EpG) in Verbindung mit der Epidemienverordnung und Anhang 3 der Verordnung des EDI über die Meldung von Beobachtungen übertragbarer Krankheiten des Menschen. In Deutschland ist der direkte und indirekte Nachweis des „Severe-Acute-Respiratory-Syndrome-Coronavirus (SARS-CoV)“ seit dem 23. Mai 2020 gemäß § 7 Abs. 1 Nr. 44a des Infektionsschutzgesetzes (IfSG) für Labore namentlich meldepflichtig, sofern der Nachweis auf eine akute Infektion hindeutet.